# Epiplema nigricans
Epiplema nigricans är en fjärilsart som beskrevs av Paul Dognin 1911. Epiplema nigricans ingår i släktet Epiplema och familjen Uraniidae. Inga underarter finns listade i Catalogue of Life.